# Sympycnus brevicentris
Sympycnus brevicentris är en tvåvingeart som beskrevs av Van Duzee 1930. Sympycnus brevicentris ingår i släktet Sympycnus och familjen styltflugor.
Artens utbredningsområde är Utah. Inga underarter finns listade i Catalogue of Life.